# Jarosewichita
La jarosewichita és un mineral de la classe dels fosfats que pertany al grup de la clorofenicita. Rep el seu nom en honor d'Eugene Jarosewich (1926-2007), químic mineral i de meteorits, del Departament de Ciències de minerals del Smithsonian Institution.

## Característiques
La jarosewichita és un arsenat de fórmula química Mn²⁺₃Mn³⁺(AsO₄)(OH)₆. Cristal·litza en el sistema ortoròmbic. La seva duresa a l'escala de Mohs és 4.
Segons la classificació de Nickel-Strunz, la jarosewichita pertany a «08.BE: Fosfats, etc. amb anions addicionals, sense H₂O, només amb cations de mida mitjana, (OH, etc.):RO₄ > 2:1» juntament amb els següents minerals: augelita, grattarolaïta, cornetita, clinoclasa, arhbarita, gilmarita, allactita, flinkita, raadeïta, argandita, clorofenicita, magnesioclorofenicita, gerdtremmelita, dixenita, hematolita, kraisslita, mcgovernita, arakiïta, turtmannita, carlfrancisita, synadelfita, holdenita, kolicita, sabel·liïta, theisita, coparsita i waterhouseïta.

## Formació i jaciments
Va ser descoberta l'any 1982 a la mina Franklin, al districte miner de Franklin, al comtat de Sussex (Nova Jersey, Estats Units). Aquest jaciment és l'únic indret on ha estat trobada. Sol trobar-se associada a altres minerals com: hausmannita, franklinita, flinkita, cahnita i andradita.